# Erstein
Erstein é uma comuna francesa na região administrativa de Grande Leste, no departamento Baixo Reno. Estende-se por uma área de 36,29 km². Em 2010 a comuna tinha 10 745 habitantes (densidade: 296,1 hab./km²).